# 1er corps de la Grande Armée pendant la campagne de Russie
Pour un article plus général, voir Ordre de bataille de la Grande Armée pendant la campagne de Russie.
Le Corps de Davout est l'ancienne armée d'Allemagne. C'est le noyau de la Grande Armée en Russie. Elle compte 5 divisions d'infanterie qui combattront tout au long du chemin. Tous les régiments du corps sont à 6 bataillons dont le 5e est le bataillon de dépôt resté en arrière. Avec un nombre de bataillons si élevé, les régiments sont considérés comme des brigades et peuvent donc être commandés par un général de brigade.
Le 15 mars 1811, le maréchal Davout — un parent de Napoléon chargé à Hambourg de lutter contre la contrebande — reçut l'ordre secret de se préparer à une campagne contre la Russie. À partir du 1er avril, il devait faire marcher ses troupes vers Magdebourg. Son corps devait comprendre cinq divisions d'infanterie, trois brigades de cavalerie légère, une division de cavalerie de réserve et 180 canons. L'ensemble devait représenter une force de 70 à 80 000 hommes, que Napoléon voulait avoir constamment à disposition pour former l’avant-garde.

## Composition détaillée

### État-major du1erCorps
Le Corps est sous le commandement du maréchal Davout.
- chef d'état-major : Baron Romeuf[2]

#### Aides de camp du maréchal Davout
- colonel Kobilinski
- major Brosset
- chef d'escadrons de Castres
- chef d'escadron Hervo
- lieutenant de Castries
- capitaine de Beaumont
- capitaine de Fayet

#### Artillerie
- commandant : général Pernety
- chef d'état-major : général Genty
- second : général Baltus
- directeur général du parc : général Jouffroy

#### Génie
- commandant : général Haxo
- chef d'état-major : colonel Prévost de Vernois

#### Gendarmerie
- commandant : général Saunier

### 1redivision
La division est sous le commandement du général Morand.
- Brigade Dalton
  - 13e régiment d'infanterie légère : Colonel d'Argence. Composé à l'ouverture de la campagne de 102 officiers et 3 480 hommes.
- Brigade Gratien
  - 17e régiment d'infanterie de ligne : Colonel Vasserot. Composé à l'ouverture de la campagne de 96 officiers et 3 498 hommes.

- Brigade Bonamy
  - 30e régiment d'infanterie de ligne : Colonel Buquet. Composé à l'ouverture de la campagne de 93 officiers et 3 715 hommes.
  - 2e régiment d'infanterie de ligne badois. Composé à l'ouverture de 25 officiers et 888 hommes répartis en 2 bataillons.

### 2edivision
La division est sous le commandement du général Friant.
- Brigade Grandeau.
  - 15e régiment d'infanterie légère : Colonel Noos.
- Brigade Van Dedem.
  - 33e régiment d'infanterie de ligne : Colonel Pouchelon. Composé à l'ouverture de la campagne de 102 officiers et 3 372 hommes.
- Brigade Dufour.
  - 48e régiment d'infanterie de ligne : Colonel Pelet. Composé à l'ouverture de la campagne de 97 officiers et 3 476 hommes.
  - Régiment Joseph Napoléon (en). Composé à l'ouverture de 25 officiers et 888 hommes répartis en 2 bataillons, les 2 autres bataillons sont au 4e Corps.

### 3edivision
La division est sous le commandement du général Gudin. Puis sous le commandement du général Gérard lorsque Gudin fut tué à la bataille de Valoutina-Gora.
- Brigade Leclerc des Essart.
  - 7e régiment d'infanterie légère : Colonel Rome. Composé à l'ouverture de la campagne de 107 officiers et 3 604 hommes.
- Brigade Dessailly.
  - 12e régiment d'infanterie de ligne : Colonel Baudinot. Composé à l'ouverture de la campagne de 108 officiers et 3 683 hommes.
- Brigade Gérard jusqu'à ce que Gudin soit tué.
  - 21e régiment d'infanterie de ligne : Colonel Teullé. Composé à l'ouverture de la campagne de 111 officiers et 3 582 hommes.
  - 127e régiment d'infanterie de ligne :  Colonel Schaeffer. Composé à l'ouverture de la campagne de 46 officiers et 1 415 hommes répartis en 2 bataillons.

### 4edivision
La division est sous le commandement du général Dessaix 10923 hommes à 23 juin 1812.
- Brigade Joseph Barbanègre
  - 33e régiment d'infanterie légère: colonel Henri Jean Baptiste de Marguerye; 66 officiers et 2470 hommes à 23 juin  [3].
- Brigade Friederichs.
  - 85e régiment d'infanterie de ligne : Colonel Piat. Composé à l'ouverture de la campagne de 108 officiers et 3 683 hommes.
- Brigade Leguay.
  - 108e régiment d'infanterie de ligne : Colonel Achard. Composé à l'ouverture de la campagne de 111 officiers et 3 582 hommes.
  - Leib Regiment de Hesse-Darmstadt : Colonel Émile de Hesse-Darmstadt[4]?

### 5edivision
La division est sous le commandement du général Compans
- Brigade Duppelin.
  - 25e régiment d'infanterie de ligne : Colonel Dunesme. Composé à l'ouverture de la campagne de 70 officiers et 1 949 hommes.
- Brigade Teste.
  - 57e régiment d'infanterie de ligne :  Colonel Charrière. Composé à l'ouverture de la campagne de 97 officiers et 3 485 hommes.
- Brigade Guyardet.
  - 61e régiment d'infanterie de ligne : Colonel Bouge. Composé à l'ouverture de la campagne de 98 officiers et 3 022 hommes.
- Brigade Lonchamp.
  - 111e régiment d'infanterie de ligne : Colonel Juillet. Composé à l'ouverture de la campagne de 85 officiers et 3 768 hommes.

### Division de cavalerie du corps
- Brigade Pajol.
  - 2e Régiment de Chasseurs à Cheval : Colonel Mathis. Composé à l'ouverture de la campagne de 40 officiers et 699 hommes.
  - 9e régiment de lanciers : Colonel ?. Composé à l'ouverture de la campagne de 34 officiers et 683 hommes.
- Brigade Bordessoulle.
  - 1er Régiment de Chasseurs à Cheval : Colonel Méda. Composé à l'ouverture de la campagne de 40 officiers et 699 hommes.
  - 3e Régiment de Chasseurs à Cheval : Colonel Michault de Saint-Mars. Composé à l'ouverture de la campagne de 30 officiers et 686 hommes.

## Bilan du1erCorps
D’après le général Dessaix, le corps aurait dû compter théoriquement 82 bataillons de 1 000 hommes, soit 82 000 hommes au total. Mais en réalité, l’effectif était plus faible : environ 73 000 hommes, avec une moyenne de 840 hommes par bataillon. Le corps se compose le 15 juin 1812 de 66 345 hommes. Le 1er corps quitta Moscou avec 27.449 hommes d’infanterie et d’artillerie, 1.500 cavaliers, 144 pièces d’artillerie et un convoi de 633 voitures. Au 30 octobre, il ne comptait plus que 20.000 hommes. Lorsqu’il quitta Smolensk, l’effectif était tombé à environ 11.000, et après la bataille de Krasnoï, il n’en restait plus que 4.000 à 5.000 hommes, selon Ségur et Thiers.
À Moscou, le corps ne compte plus que 21 000 fantassins et le 8 janvier 1813, 3 019 soldats.